# Tuse Sogn
Tuse Sogn var et sogn i Holbæk Provsti (Roskilde Stift). Sognet blev 2. december 2012 lagt sammen med Butterup Sogn til Butterup-Tuse Sogn.
I 1800-tallet var Tuse Sogn anneks til Butterup Sogn. Tuse Sogn hørte til Tuse Herred, Butterup Sogn til Merløse Herred, begge i Holbæk Amt. Butterup-Tuse sognekommune blev ved kommunalreformen i 1970 indlemmet i Holbæk Kommune.
I Tuse Sogn lå Tuse Kirke.
I Tuse Sogn fandtes følgende autoriserede stednavne:
- Allerup (bebyggelse, ejerlav)
- Nordenskov (bebyggelse)
- Tuse (bebyggelse, ejerlav)
- Tuse Huse (bebyggelse)